# Коктобе (Жетисайський район)
Коктобе́ (каз. Көктөбе) — село у складі Жетисайського району Туркестанської області Казахстану. Входить до складу сільського округу Жолдасбая Єралієва.
У радянські часи село називалось Отділення № 3 совхоза 30-ліття Октября або Крупське
Населення — 1176 осіб (2021; 1135 у 2009, 935 у 1999, 846 у 1989).